# Station Horn
Station Horn (Duits: Horn NÖ Bahnhof) is een spoorwegstation 
van de Kamptalbahn in Horn (Neder-Oostenrijk), Oostenrijk. Het station werd in 1889 geopend.